# Buzăiel
Buzăiel – wieś w Rumunii, w okręgu Braszów, w gminie Vama Buzăului. W 2011 roku liczyła 510 mieszkańców.